# Richard Lewis Gordon
Richard Lewis Gordon (* 19. Juni 1934 in Portland; † 1. Dezember 2014 in State College) war ein US-amerikanischer Wirtschaftswissenschaftler.

## Leben
Er erwarb einen A.B.-Abschluss in Wirtschaftswissenschaften am Dartmouth College und 1960 den Ph.D. (Coal pricing and the energy problem in the European community) in Industrieökonomie vom Massachusetts Institute of Technology. Er lehrte bis 1996 als Professor für Mineralökonomie an der Pennsylvania State University.

## Schriften (Auswahl)
- The evolution of energy policy in Western Europe. The reluctant retreat from coal. New York 1970, ISBN 0-275-28092-6.
- U.S. coal and the electric power industry. Baltimore 1975, OCLC 608730664.
- Coal in the U.S. energy market. History and prospects. Lexington 1979, ISBN 0-669-01987-9.
- World coal. Economics, policies and prospects. Cambridge 1987, ISBN 0-521-30827-5.